# 4476 Bernstein
4476 Bernstein è un asteroide della fascia principale. Scoperto nel 1983, presenta un'orbita caratterizzata da un semiasse maggiore pari a 2,3840752 UA e da un'eccentricità di 0,1908199, inclinata di 3,36933° rispetto all'eclittica.